# 慕容涉歸
慕容涉歸（？—283年），慕容部鮮卑初代酋長莫護跋之孫，慕容木延之子。

## 生平
繼任慕容部鮮卑酋長後不久，將根據地從棘城（今遼寧省義縣西）遷至遼東郡（今遼寧省遼陽市）之北。世代（初任部領莫護跋以降）先後歸附曹魏、晉二帝國（魏明帝景初年間至晉武帝太康初年期間，西元238年至西元280年），並且先後多次協助曹魏、晉軍隊出征作戰建立功勳，受封「大單于」。
晉太康二年（西元281年）十月，開始率軍攻擊晉帝國所屬昌黎郡（今遼寧省義縣）。
太康三年（西元282年）三月，在昌黎郡遭晉帝國安北將軍嚴詢兵團擊敗，其士卒被斬殺及俘虜將近萬人。
太康四年（西元283年）十二月逝世，在世時曾分予庶子慕容吐谷渾一千七百戶作為部眾，與宇文部鮮卑（今內蒙古老哈河上游）有仇。

## 親屬
- 祖：莫護跋
- 父：慕容木延
- 弟：慕容删
- 子：慕容吐谷渾、慕容廆、慕容運

## 鲜卑名
北京大学历史系教授罗新认为，慕容涉归与其儿子慕容廆的鲜卑语本名一致，涉归/涉圭/涉珪/什圭/乙旃/什翼犍/郁律旃/弈洛韩/奕洛干/什翼珪/若洛廆/弈洛瓌等等汉译形式，其语源有两种可能的形式，即ilqän或il-qan，就是慕容涉归的鲜卑语本名。